# Hay River
Hay River – miasto w Kanadzie, w południowej części Terytoriów Północno-Zachodnich, nad Wielkim Jeziorem Niewolniczym. Znajduje się po przeciwnej stronie jeziora od Yellowknife. Około 3,5 tys. mieszkańców czyni je drugim co do wielkości miastem Terytoriów.
Hay River jest najbardziej wysuniętym na północ miastem Ameryki Północnej, które jest połączone z główną siecią kolejową kontynentu. Tory prowadzą na południe do Edmonton, gdzie łączą się z siecią CN.